# Liste der Baudenkmäler in Wildsteig

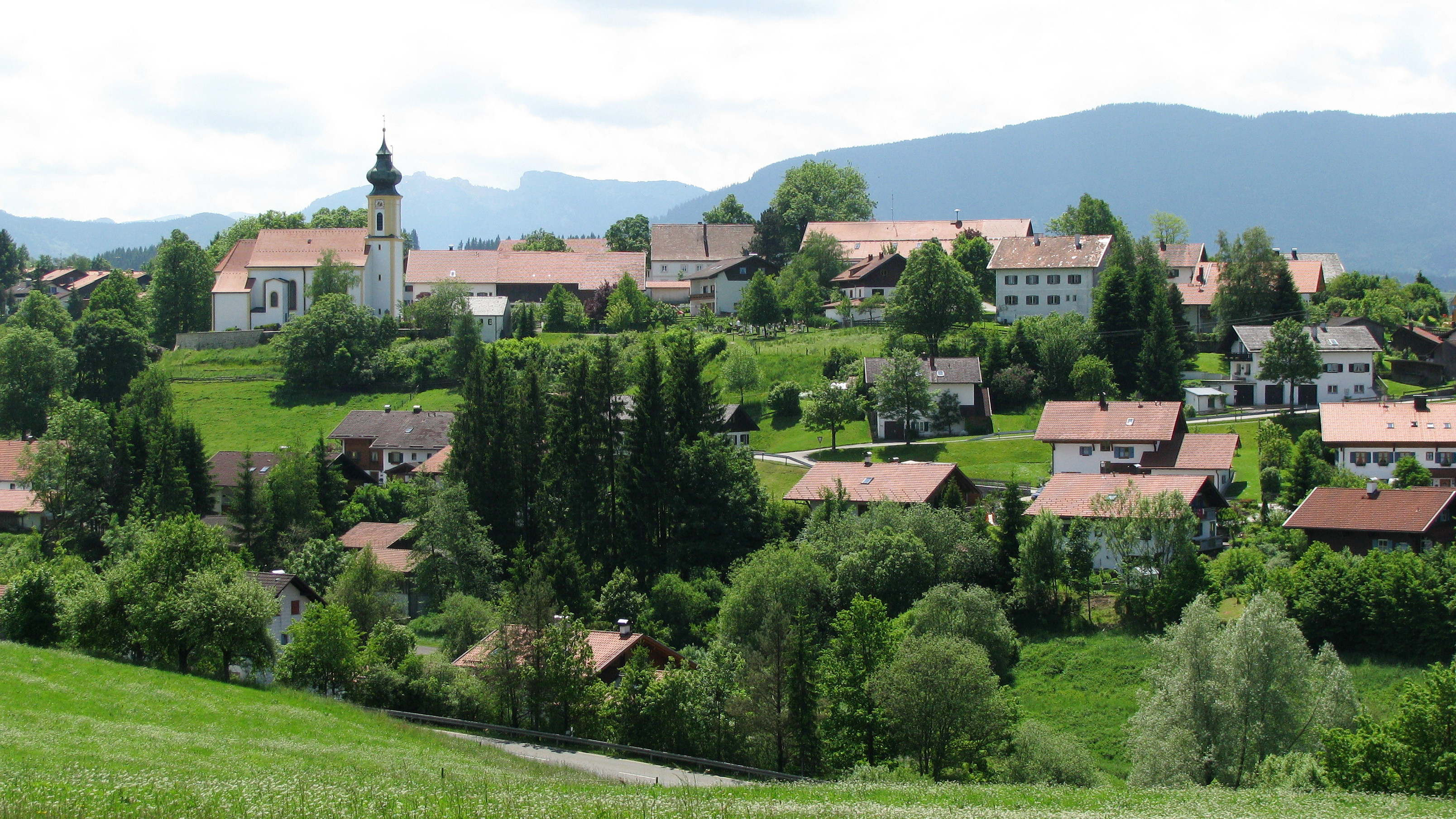
Blick auf Wildsteig

Auf dieser Seite sind die Baudenkmäler in der oberbayerischen Gemeinde Wildsteig zusammengestellt. Diese Tabelle ist eine Teilliste der Liste der Baudenkmäler in Bayern. Grundlage ist die Bayerische Denkmalliste, die auf Basis des Bayerischen Denkmalschutzgesetzes vom 1. Oktober 1973 erstmals erstellt wurde und seither durch das Bayerische Landesamt für Denkmalpflege geführt wird. Die folgenden Angaben ersetzen nicht die rechtsverbindliche Auskunft der Denkmalschutzbehörde.

## Einzeldenkmäler nach Ortsteilen

### Wildsteig
| Lage                              | Objekt                            | Beschreibung                                                                                         | Akten-Nr.     | Bild |
| --------------------------------- | --------------------------------- | --- | ------------- | --- |
| Kirchbergstraße 7 (Standort)      | Getreidekasten                    | Wieder aufgestellter, ehemaliger Getreidekasten, erdgeschossig, bezeichnet 1687.                     | D-1-90-160-1  | Getreidekasten |
| Kirchbergstraße 25 (Standort)     | Armenhaus, ehem. Gemeindehaus     | zweigeschossiger Satteldachbau, verputzter Backstein, Westfassade und Ostgiebel holzverschalt, 1908. | D-1-90-160-34 | Armenhaus, ehem. Gemeindehaus                                                                                        |
| Kirchbergstraße 34 (Standort)     | Pfarrhaus                         | Erbaut 1808/09                                                                                       | D-1-90-160-2  | Pfarrhaus |
| Kirchbergstraße 37 (Standort)     | Katholische Pfarrkirche St. Jakob | Im Kern spätgotisch, Langhaus wohl 1707 neu erbaut, 1783 ff. Umgestaltung; mit Ausstattung.          | D-1-90-160-3  | weitere Bilder |
| bei Kirchbergstraße 37 (Standort) | Lourdesgrotte                     | 1908; am Hang östlich der Pfarrkirche.                                                               | D-1-90-160-29 | weitere Bilder |
| Riedstraße 22 (Standort)          | Bauernhaus „zum Urba“             | Mit Flachsatteldach, 2. Hälfte 18. Jahrhundert                                                       | D-1-90-160-4  | weitere Bilder |
| Riedstraße 27 (Standort)          | Bundwerk „zum Stotz“              | Traufbundwerk, Ende 18. Jahrhundert                                                                  | D-1-90-160-5  | Bundwerk„zum Stotz“                                                                                                  |
| Steingadener Straße 21 (Standort) | Bauernhaus Muselmühle             | Mit Flachsatteldach, nach 1796 errichtet; reicher Zierbund, bezeichnet 1803.                         | D-1-90-160-24 | [[Vorlage:Bilderwunsch/code!/C:47.7044911953,10.9305167198!/D:Steingadener Straße 21, Bauernhaus Muselmühle !/\|BW]] |
| Steingadener Straße 29 (Standort) | Kleinhaus Seehaus                 | Größtenteils in offenem Blockbau, mit Flachsatteldach und Bundwerkgiebel, Mitte 18. Jahrhundert      | D-1-90-160-25 | [[Vorlage:Bilderwunsch/code!/C:47.7029027669,10.926042795!/D:Steingadener Straße 29, Kleinhaus Seehaus !/\|BW]]      |

### Hargenwies
| Lage                    | Objekt                                           | Beschreibung | Akten-Nr.    | Bild |
| ----------------------- | ------------------------------------------------ | ------------ | ------------ | ---- |
| Hargenwies 1 (Standort) | Bundwerk am Stallteil des sog. Hargenwieser-Hofs | 18./19. Jh.  | D-1-90-160-6 | BW   |

### Hausen
| Lage                 | Objekt                        | Beschreibung                                                                                                | Akten-Nr.    | Bild |
| -------------------- | ----------------------------- | --- | ------------ | ---- |
| in Hausen (Standort) | Katholische Kapelle St. Maria | kleiner Putzbau mit Apsis, steilem Satteldach und Dachreiter, bez. 1799, neu geweiht 1882; mit Ausstattung. | D-1-90-160-7 | BW   |

### Holz
| Lage                      | Objekt                 | Beschreibung                                                                                               | Akten-Nr.    | Bild           |
| ------------------------- | ---------------------- | --- | ------------ | -------------- |
| bei Wiesweg 34 (Standort) | Dreifaltigkeitskapelle | 1969/70; mit historischer Ausstattung.                                                                     | D-1-90-160-8 | weitere Bilder |
| Wiesweg 34 (Standort)     | Getreidekasten         | Wieder aufgestellter, ehemaliger Getreidekasten, erdgeschossig, 1. Hälfte 17. Jahrhundert; aus Morgenbach. | D-1-90-160-9 | BW             |

### Ilchberg
| Lage                  | Objekt                 | Beschreibung                                                                                      | Akten-Nr.     | Bild |
| --------------------- | ---------------------- | ------------------------------------------------------------------------------------------------- | ------------- | --- |
| Ilchberg 1 (Standort) | Bauernhaus „zum Heiss“ | Im Kern 18. Jahrhundert; mit Wandfresken.                                                         | D-1-90-160-10 | Bauernhaus„zum Heiss“                                                                                    |
| Ilchberg 6 (Standort) | Bundwerk „zum Koch“    | Traufbundwerk, Ende 18. Jahrhundert – Zugehörig zweigeschossiger Getreidekasten, bezeichnet 1646. | D-1-90-160-11 | [[Vorlage:Bilderwunsch/code!/C:47.71259142706,10.91728806495!/D:Ilchberg 6, Bundwerk „zum Koch“ !/\|BW]] |

### Kreut
| Lage               | Objekt                               | Beschreibung                                                                                 | Akten-Nr.     | Bild |
| ------------------ | ------------------------------------ | -------------------------------------------------------------------------------------------- | ------------- | ---- |
| Kreut 2 (Standort) | Wohnteil des sog. Kreutschaller-Hofs | zweigeschossiger verputzter Blockbau mit Satteldach und reichem Giebelbundwerk, Ende 18. Jh. | D-1-90-160-12 | BW   |

### Morgenbach
| Lage                     | Objekt                                  | Beschreibung                                                                             | Akten-Nr.     | Bild |
| ------------------------ | --------------------------------------- | ---------------------------------------------------------------------------------------- | ------------- | --- |
| Morgenbach 45 (Standort) | Bundwerk „zum Kremoner“                 | Traufbundwerk, Ende 18. Jahrhundert                                                      | D-1-90-160-17 | [[Vorlage:Bilderwunsch/code!/C:47.69516570694,10.962971448898!/D:Morgenbach 45, Bundwerk „zum Kremoner“ !/\|BW]] |
| Morgenbach 47 (Standort) | Getreidekasten des sog. Schmäutzle-Hofs | erdgeschossig, Anfang 17. Jh., in neuen Stadel integriert                                | D-1-90-160-18 | BW |
| in Morgenbach (Standort) | Katholische Ortskapelle                 | schlichter Putzbau mit Apsis und Dachreiter mit Zwiebelhaube, bez. 1743; mit Ausstattung | D-1-90-160-13 | Katholische Ortskapelle                                                                                          |

### Peustelsau
| Lage                     | Objekt                        | Beschreibung                                           | Akten-Nr.     | Bild |
| ------------------------ | ----------------------------- | ------------------------------------------------------ | ------------- | --- |
| Peustelsau 1 (Standort)  | Wirtschaftsteil „zum Bläsl“   | Mit Flachsatteldach und Bundwerk, Ende 18. Jahrhundert | D-1-90-160-20 | [[Vorlage:Bilderwunsch/code!/C:47.667027503941,10.979011058807!/D:Peustelsau 1, Wirtschaftsteil „zum Bläsl“ !/\|BW]] |
| Peustelsau 2 (Standort)  | Bundwerk „zum Hanser“         | Traufbundwerk, Ende 18. Jahrhundert                    | D-1-90-160-21 | [[Vorlage:Bilderwunsch/code!/C:47.666507286,10.97867846488!/D:Peustelsau 2, Bundwerk „zum Hanser“ !/\|BW]]           |
| Peustelsau 13 (Standort) | Getreidekasten                | Zweigeschossiger Getreidekasten, Ende 16. Jahrhundert  | D-1-90-160-31 | BW |
| in Peustelsau (Standort) | Katholische Kapelle St. Maria | Um 1800; mit Ausstattung.                              | D-1-90-160-19 | Katholische Kapelle St. Maria                                                                                        |

### Schildschwaig
| Lage                        | Objekt                                | Beschreibung                  | Akten-Nr.     | Bild |
| --------------------------- | ------------------------------------- | ----------------------------- | ------------- | ---- |
| in Schildschwaig (Standort) | Katholische Kapelle Mariä Heimsuchung | 1678 erbaut; mit Ausstattung. | D-1-90-160-23 | BW   |

### Schwaig
| Lage                             | Objekt         | Beschreibung           | Akten-Nr.     | Bild |
| -------------------------------- | -------------- | ---------------------- | ------------- | ---- |
| südlich von Schwaig 8 (Standort) | Lourdeskapelle | Hofkapelle um 1860/70. | D-1-90-160-30 | BW   |

### Unterbauern
| Lage                  | Objekt                         | Beschreibung | Akten-Nr.     | Bild |
| --------------------- | ------------------------------ | --- | ------------- | --- |
| Wiesweg 15 (Standort) | Getreidekasten „zum Denninger“ | Zweigeschossiger Getreidekasten, bezeichnet 1601; ursprünglich zu Haus Nr. 11 in Peustelsau gehörig, 1986 wiederaufgebaut. | D-1-90-160-28 | [[Vorlage:Bilderwunsch/code!/C:47.699054237,10.9309726953!/D:Wiesweg 15, Getreidekasten „zum Denninger“ !/\|BW]] |

### Unterhäusern
| Lage                      | Objekt                           | Beschreibung                                                                | Akten-Nr.     | Bild |
| ------------------------- | -------------------------------- | --------------------------------------------------------------------------- | ------------- | --- |
| Unterhäusern 3 (Standort) | Ehemaliges Bauernhaus „zum Bäck“ | Mit Tennenbundwerk, im Kern 1. Hälfte 18. Jahrhundert, Dach 19. Jahrhundert | D-1-90-160-26 | [[Vorlage:Bilderwunsch/code!/C:47.698949536,10.9276145696!/D:Unterhäusern 3, Ehemaliges Bauernhaus „zum Bäck“ !/\|BW]] |
| Unterhäusern 4 (Standort) | Bundwerk „zum Vest“              | Traufbundwerk, Ende 18. Jahrhundert                                         | D-1-90-160-27 | [[Vorlage:Bilderwunsch/code!/C:47.6982202317,10.927764773!/D:Unterhäusern 4, Bundwerk „zum Vest“ !/\|BW]]              |